# Фридрих I фон Зоммершенбург
Фридрих I фон Зоммершенбург (нем. Friedrich I von Sommerschenburg; ум. 18 октября 1120 или 1121) — пфальцграф Саксонии (1097 год), фогт Шёнингена. Сын Адальберта (Севеко) фон Зоммершенбурга и его жены Оды (Уды) фон Гозек, сестры пфальцграфа Саксонии Фридриха II фон Гозека.
В 1097 году получил должность пфальцграфа Саксонии, ранее принадлежавшую его дяде по матери.
В 1111 году сопровождал императора Генриха V в Рим на коронацию. Позже поддерживал его противника - Лотаря Суплинбургского.
Фогт монастыря Шёнинген (1120).

## Семья
Ок. 1106 года женился на Адельгейде фон Лауфен (р. не позднее 1075, ум. не ранее 1120), вдове графа Берга Адольфа I. Дети:
- Фридрих II (ум. 19 мая 1162), пфальцграф Саксонии
- Адельгейда, жена Госвина II, сеньора Хайнсберга и Фалькенбурга.